# U tichoj pristani
U tichoj pristani (У тихой пристани) è un film del 1958 diretto da Ėduard Gajkovič Abaljan e Tamaz Meliava.